# Laurentius Nicolai (kyrkoherde)
Laurentius Nicolai, född 1565 i Lönneberga socken, död 1617 i Vinnerstads socken, han var en svensk kyrkoherde i Vinnerstads församling.

## Biografi
Laurentius Nicolai föddes 1565 i Lönneberga socken. Han var son till kyrkoherden i Rappestads socken. Nicolai studerade i Linköping och blev student vid Uppsala universitet, Uppsala. Han blev 1593 hovpredikant hos hertig Magnus i Vadstena. Nicolai blev 1600 kyrkoherde i Vinnerstads församling, Vinnerstads pastorat. Han avled 1617 i Vinnerstads socken.
Nicolai skrev under Uppsala möte 1593.

### Familj
Nicolai gifte sig med Benedicta Jonæ (död 1659). Hon var dotter till kyrkoherden i Västerlösa socken. De fick tillsammans barnen Nicolaus och Ericus.